# Apucarana
Apucarana är en stad och kommun i södra Brasilien och ligger i delstaten Paraná. Kommunens befolkning uppgick år 2014 till cirka 130 000 invånare. Närmaste större städer är Londrina (ca 55 km) och Maringá (ca 60 km).

## Administrativ indelning
Kommunen var år 2010 indelad i fem distrikt:
- Apucarana
- Correia de Freitas
- Pirapó
- São Pedro
- Vila Reis